# Liste des comtes et vicomtes de Châteaudun
 (17 octobre 2024).

## Histoire du Dunois
Le Dunois est le pagus qui entoure la ville de Châteaudun. Quelques comtes et vicomtes de l'époque carolingienne sont connus. Autour de 940, Thibaud Ier le Tricheur, comte de Blois, acquiert Chartres et Châteaudun, avec l'aide de son suzerain le duc Hugues le Grand.
Thibaud le Tricheur s'appuie à Châteaudun sur un ancien lignage de vicomtes rorgonides, qui prennent de l'autonomie tout en étant sous la suzeraineté du comte de Blois. Les comtés de Blois, de Châteaudun et de Chartres passent à la maison de Châtillon, qui les conserve jusqu'en 1391, date à laquelle Guy de Châtillon vend ses biens à Louis d'Orléans frère cadet de Charles VI. À cette même époque, le dernier vicomte de Châteaudun vend la vicomté à ce même prince.
Louis d'Orléans crée alors le comté de Dunois qui échoit à son fils illégitime Jean de Dunois, le célèbre capitaine compagnon de Jeanne d'Arc, par don de Charles d’Orléans, demi-frère légitime de Jean.

## Comtes de Châteaudun
- Vers 840 : « Eudes de Châteaudun », frère de Robert-Portecarquois. Ce comte Eudes était en fait comte de Troyes, possessionné dans le Dunois et fut de ce fait qualifié à tort de "comte de Châteaudun".
- Vers 877 : Lambert[réf. nécessaire]

### Maison de Blois(940-1391)
Pour un article plus général, voir Liste des comtes de Blois.

La France en 1030.

La France en 1180.

- 940-976 : Thibaut Ier le Tricheur, comte de Blois, de Tours, de Chartres et de Châteaudun.
- 977-995 :    Eudes Ier († 995), fils du précédent.
- 996-1004 :  Thibaut II († 1004), fils du précédent.
- 1004-1037 : Eudes II († 1037), frère du précédent.
- 1037-1089 : Thibaud III (1019 † 1089), fils du précédent.
- 1089-1102 : Étienne-Henri, († 1102), fils du précédent
- 1102-1151 : Thibaut IV le Grand, († 1152), fils du précédent.
- 1151-1191 : Thibaut V le Bon, († 1191), comte de Blois et de Chartres, fils du précédent.
- 1191-1205 : Louis (Ier), fils du précédent
- 1205-1218 : Thibaut VI, († 22 avril 1218), fils du précédent.
- 1218-1230 : Marguerite (v. 1170 † 1230), tante du précédent.
mariée en premières noces à Hugues III d'Oisy, vicomte de Cambrai († 1189/90).
mariée en secondes noces à Otton Ier comte de Bourgogne († 1200).
mariée en troisièmes noces à Gautier II d'Avesnes († v.1246).
- 1230-1241 : Marie d'Avesnes († 1241), fille de Gautier d'Avesnes et de Marguerite de Blois.
mariée à Hugues de Châtillon comte de St-Pol, (v.1196 † 1248).
- 1241-1280 : Jean Ier de Blois-Châtillon († 1280), fils des précédents.
- 1280-1292 : Jeanne de Blois-Châtillon († 1292), fils du précédent.
mariée en 1272 à Pierre de France († 1283), comte d'Alençon et de Valois.
- 1292-1307 : Hugues II de Châtillon († 1307), cousin de la précédente, fils de Guy, comte de Saint-Pol (fils de Hugues de Châtillon et Marie d'Avesnes) et d'Isabelle de Luxembourg.
- 1307-1342 : Guy Ier de Blois-Châtillon († 1342), fils du précédent.
- 1342-1346 : Louis Ier-II de Blois-Châtillon († 1346), fils du précédent
- 1346-1372 : Louis II-III de Blois-Châtillon († 1372), fils du précédent.
- 1372-1381 : Jean II de Blois-Châtillon († 1381), frère du précédent.
- 1381-1397 : Guy II de Blois-Châtillon († 1397), frère du précédent, et son fils Guy III titré comte de Dunois, mort jeune en 1391 avant son père.
- 1391 : vente au duc Louis Ier d'Orléans (1372-1407) des comtés de Blois et de Châteaudun (Dunois) (Louis IV) — de plus, le comté de Soissons, entré chez les comtes de Blois vers 1344, avait été vendu dès 1367 à Enguerrand VII de Coucy, mais le duc Louis l'achètera en 1404 — et des seigneuries de Château-Renault, Romorantin, Marchenoir, Fréteval... < avec effet à la mort du comte Guy II le 22 décembre 1397.

## Vicomtes de Châteaudun (865-1395)
- Vers 865 : un vicomte du nom de Rampon est mentionné à Châteaudun[3] ;
- Vers 939 : Geoffroy, qualifié de vicomte de Chartres mais dont l'autorité s'étendait en Dunois[1] , père de Geoffroy Ier ;

- 956-986 : Geoffroy Ier (Gauzfred), vicomte de la maison de Châteaudun et du Perche,

Marié à Hildegarde et/ou Ermengarde ;
- 989-1003 : Hugues Ier de Châteaudun († 1023), fils du précédent, vicomte de Châteaudun, puis (1003) archevêque de Tours ;

- 1003-1039 : Geoffroy Ier du Perche, neveu du précédent, vicomte de Châteaudun, comte de Mortagne et de Nogent (Geoffroy Ier  du Perche ; deux comtés venus de son père Fulcois probable frère cadet du vicomte Hugues Ier) ; son frère cadet Hugues du Perche est l'ancêtre dans les mâles des Plantagenêts,

Marié à Helvise de Corbon ?
- 1039-1045 : Hugues Ier du Perche, fils du précédent, vicomte de Châteaudun, comte de Mortagne et de Nogent (Hugues Ier),

Marié à Adila, sans postérité ;
- 1051-1080 : Rotrou II du Perche, frère du précédent, vicomte de Châteaudun, comte de Mortagne et de Nogent (Rotrou II),

Marié à Adelise/Adeline de Bellême-Alençon, fille de Guérin de Domfront fils de Guillaume Ier ;
- 1080-vers 1110 : Hugues III, vicomte de Châteaudun, dit d'Alençon, second fils du précédent. Son frère aîné Geoffroy II du Perche hérite de Mortagne et de Nogent (comté du Perche), et le benjamin, Rotrou, est seigneur de Montfort-le-Rotrou,

Marié à Agnès de Fréteval sœur de Nivelon II, fille de Fouchard/Foucher et d'Hildeburge fille de Guillaume Gouet l'Ancien ;
- vers 1110-1140/1150 : Geoffroy III, fils du précédent ; sa sœur Mathilde de Châteaudun dite d'Alençon x Geoffroy III Grisegon(n)elle de Vendôme : d'où la suite des comtes de Vendôme,

Il épouse sa cousine issue de germain Helvise de Mondoubleau-Fréteval, petite-cousine de Nivelon II ;
- 1150-1180 : Hugues IV de Châteaudun, fils du précédent,

Marié à Marguerite de St-Calais ;
- 1180-1185 : Geoffroy IV (en), fils du précédent ;

- 1185-1191 : Hugues V (en), dit Callidus (le Malin, l'Astucieux), frère du précédent,

Marié à Jeanne de Preuilly-Vendôme petite-nièce de Grisegonelle ci-dessus ;
Le frère puîné d'Hugues V et Geoffroy IV de Châteaudun, Payen, reçoit Mondoubleau ;
- 1191-1218 : Geoffroy V, fils du précédent,

Marié à Adèle de Nevers (fille d'Hervé III de Donzy et Mathilde Gouet, sœur d'Hervé IV comte de Nevers ?),
Marié à sa cousine éloignée Alix de Fréteval fille d'Ursion II et arrière-arrière-petite-fille de Nivelon II ;
- 1218-1249 : Geoffroy VI, fils du précédent et sans doute d'Adèle,

Marié à Clémence des Roches dame de Château-du-Loir, Mayet, La Suze, Louplande, fille du sénéchal Guillaume ;
- 1249-1260 : Clémence, fille du précédent,

Marié à Robert de Dreux, sire de Beu (La sœur de Clémence, Jeanne de Châteaudun, épouse Jean Ier de Montfort, d'où la suite des comtes de Montfort-l'Amaury, ensuite ducs de Bretagne) ;
- 1260-1300 : Alix de Dreux, fille des précédents, petite-fille du comte Robert III de Dreux,

Mariée au connétable Raoul de Clermont, seigneur de Nesle ;
- 1300-1320 : Alix de Clermont-Nesle, fille des précédents,

Mariée en premières noces à Guillaume de Dampierre, seigneur de Termonde et de Richebourg, second fils de Gui de Dampierre, comte de Flandre et de Mahaut de Béthune,
Mariée en secondes noces à Jean Ier de Chalon, sire d'Arlay, sans postérité ;
- 1320-1325 : Jean de Flandre-Dampierre, fils de la précédente,

Mariée à Béatrice de Châtillon-Blois-St-Pol-Leuze ;
- 1325-1341 : Marguerite de Dampierre, fille du précédent, † vers 1387 ?

Mariée à Guillaume Ier de Craon ; voir aux articles Nesle et Guillaume Ier de Termonde : des parents proches de Marguerite, vicomtes secondaires de Châteaudun (voir Robert VII d'Auvergne) ;
- 1341-1381 : Guillaume Ier de Craon, seigneur de Sablé, son mari (†1387) ;

- 1381 ou 1387- ? : Guillaume II de Craon, fils des précédents, † vers 1385 ou 1396-97 ? ; la vicomté est vendue le 12 ou 13/10/1395 à Louis Ier d'Orléans (duc de Touraine en 1386 et d'Orléans en 1392), frère du roi de France Charles VI, avec réserve pour les héritiers mâles des Craon-Châteaudun (il semble qu'il y ait déjà eu une tentative pour vendre la vicomté vers 1381 au comte Jean II de Blois-Châtillon) ; les Orléans en prennent effectivement possession à partir de 1396, progressivement : mais sont toujours titrés successivement vicomtes de Châteaudun les deux fils de Guillaume II marié à Jeanne Savary de Montbazon et Montsoreau, qui suivent :

- ? : Guillaume III de Craon, fils du précédent, mort en 1396-97 ou en 1407-1410 ?, sans postérité ; puis son frère Jean, Grand échanson ou bouteiller de France en 1413, mort sans postérité à Azincourt en 1415 ;

- 1396-1439 :  Louis Ier d'Orléans († 1407), par étapes ; père de Charles Ier d'Orléans et de Jean de Dunois.

## Comtes de Dunois

### Première création (1439-1672),Maison de Dunois

La France en 1477.

- 1439-1468 : Jean (III) de Dunois (1402 † 1468), fils naturel de Louis d'Orléans : son frère Charles (le poète, † 1465) lui donne en 1439 le comté de Dunois, réunissant le comté et la vicomté de Châteaudun ; il reçoit aussi Beaugency en 1422, Château-Renault en 1443-44, et le comté de Longueville en 1443.
- 1468-1491 : François Ier (1447 † 1491), fils du précédent
- 1491-1513 : François II (1478 † 1513), fils du précédent
- 1513-1515 : Renée (1508 † 1515), fille du précédent
- 1515-1516 : Louis Ier (V) (1480 † 1516), fils de François Ier
- 1516-1524 : Claude d'Orléans-Longueville (1507 † 1524), fils du précédent
- 1524-1537 : Louis II (VI) (1510 † 1537), frère du précédent
- 1537-1551 : François III (1535 † 1551), fils du précédent
- 1551-1573 : Léonor (1540 † 1573), cousin germain du précédent
- 1573-1595 : Henri Ier (1568 † 1595), fils du précédent
- 1595-1663 : Henri II (1595 † 1663), fils du précédent
- 1663-1669 : Jean-Louis d'Orléans-Longueville (1646 † 1694), fils du précédent
- 1669-1672 : Charles-Paris d'Orléans-Longueville (1649 † 1672), frère du précédent

### Deuxième création
Marie de Nemours, demi-sœur des précédents, est comtesse de Saint-Pol et de Dunois de 1694 à sa mort en 1707, duchesse d'Estouteville et princesse de Neuchâtel et Valangin.
Avec sa bienveillance, le comté de Dunois est relevé par son petit-cousin Louis-Henri de Bourbon-Soissons, dit le Chevalier de Soissons, comte de Noyers, baron de Coulommiers et Bonnétable, qui meurt en 1703 chez Marie, sa bienfaitrice.
Le comté est transmis à ses descendants les d'Albert de Luynes en 1710.